# Bodfish (Kalifornija)
Bodfish je naseljeno područje za statističke svrhe u američkoj saveznoj državi Kalifornija. Prema popisu stanovništva iz 2010. u njemu je živjelo 1,956 stanovnika.